# باربرا ألين وودز
باربرا الين وودز (بالإنجليزية: Barbara Alyn Woods)‏ ولدت في (3 نوفمبر1962) في شيكاغو في إلينوي في الولايات المتحدة، وهي ممثلة أمريكية تلفزيونية.

## روابط خارجية
- باربرا ألين وودز على موقع IMDb (الإنجليزية)
- باربرا ألين وودز على موقع روتن توميتوز (الإنجليزية)
- باربرا ألين وودز على موقع ألو سيني (الفرنسية)
- باربرا ألين وودز على موقع أول موفي (الإنجليزية)
- باربرا ألين وودز على موقع قاعدة بيانات الأفلام السويدية (السويدية)
- باربرا ألين وودز على موقع قاعدة بيانات الفيلم (الإنجليزية)
- باربرا ألين وودز على موقع كينوبويسك (الروسية)